# IC 2115
IC 2115 ist wahrscheinlich ein H-II-Gebiet und somit ein Teil von NGC 1763 oder ein Stern im Vordergrund im Sternbild Dorado am Südsternhimmel.
Das Objekt wurde im Jahr 1901 von der US-amerikanischen Astronomin Williamina Fleming in den Index-Katalog aufgenommen.